# Pomnik Jana Amosa Komeńskiego w Lesznie
Pomnik Jana Amosa Komeńskiego w Lesznie – pomnik czeskiego pedagoga znajdujący się w Lesznie.

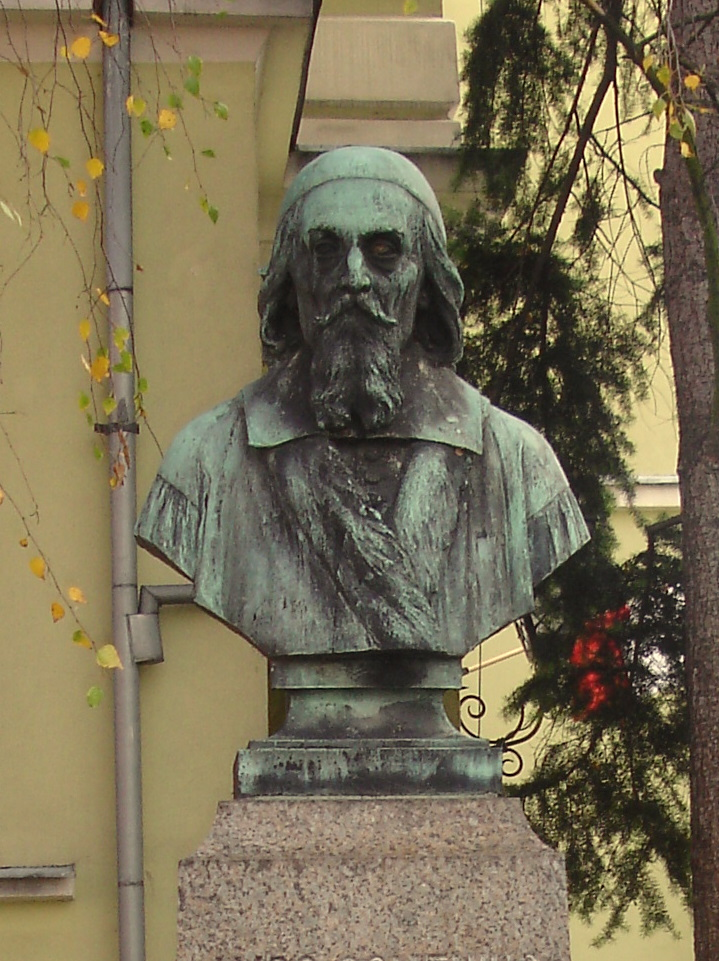
Popiersie pomnika Komeniusza

Pomnik Komeniusza, pochodzący z 1898 roku, składa się z dwóch części: wykonanego z brązu popiersia uczonego oraz granitowego cokołu. Na cokole wykuto napis Amos Comenius. Jan Amos Komeński 1592–1670.
Pierwotnie, aż do wybuchu II wojny światowej, pomnik stał przy kościele pw. świętego Jana Chrzciciela, wówczas zborze braci czeskich. Na obecnym miejscu, placu nazwanym imieniem Komeniusza, stoi od roku 1947. 
Monument ufundowany został w celu upamiętnienia rocznicy przybycia Komeńskiego do Leszna.